# Estrecho de Barrow
El estrecho de Barrow (en inglés, Barrow Strait) es un estrecho marino localizado en el norte de Canadá, en la parte central del paso del Noroeste. Administrativamente, sus aguas y las costas que bañan pertenecen al territorio autónomo de Nunavut, Canadá. 

## Geografía
El estrecho está localizado en la parte central del archipiélago ártico canadiense, separando varias grandes islas: al norte, isla Devon, isla Cornwallis e isla Bathurst; al sur, isla Somerset e isla del Príncipe de Gales.
Está en la parte central del canal de Barrow y sigue a continuación del Lancaster Sound, en su confluencia con el estrecho del Príncipe Regente. La boca oriental está delimitada por una línea entre cabo Hurd (pasada bahía Maxwell, en isla Devon) y cabo Clarence (en isla Somerset), con una anchura de 45 km, señalando su comienzo la isla del Príncipe Leopold, en la margen meridional. Finaliza en las aguas del Vizconde Melville Sound, siendo los límites de su boca occidental, de unas 106 km, de ancho, una línea entre cabo Cockburn (en isla Bathurst) y punta Milne (isla del Príncipe de Gales). El estrecho tiene una longitud total de 270 km, y una anchura que varía entre 30-70 km. Sus aguas son muy profundas.
Recorriendo el estrecho de este a oeste, en su margen norte se encuentran: la costa meridional de isla Devon, desde el cabo Hurd, con cabo Richard, hasta el cabo Riley; las aguas del canal de Wellington; la costa meridional de la isla Cornwallis, desde el cabo Holtham, con cabo Dungeness, el asentamiento de Resolute, cabo Martyr, la ribereña isla de Griffith, hasta el cabo Airy; las aguas del McDougall Sound; la costa meridional de isla Bathurst, desde cabo Capel a cabo Cockburn, que señala el fin del estrecho y el comienzo del Vizconde Melville Sound.
Recorriendo el estrecho de oeste a este, en su margen sur se encuentran: un pequeño tramo de la costa septentrional de isla del Príncipe de Gales, desde punta Milne a cabo Berkeley; la costa de la ribereña isla Russell (separada de Príncipe de Gales por el canal de Baring), con cabo Grey, punta Krabbé y punta Palmerston; las aguas del Peel Sound; la costa septentrional de isla Somerset, con cabo Ann, cabo Rennell, cabo Admirall McClintock y finalmente cabo Clarence.
En el estrecho, además de las islas ribereñas ya citadas, hay varias islas: en el este, al inicio, isla Leopold; al oeste, casi al final, isla Somerville, isla Browne, isla Lowther, isla Garrett, isla Young e isla Hamilton. isla Beechey está muy próxima a isla Devon. 
Las primeras 30 millas del tramo oriental no tienen islas y habitualmente no se congelan hasta finales de noviembre ni la banquisa se consolida hasta final de diciembre. 

## Fauna
En la zona del estrecho de Barrow habitan el zorro ártico, aves, oso polar, foca anillada, y se encuentran ballenas  a lo largo del borde de hielo, cerca de isla Leopold. Cuando el tiempo consolidó el hielo en la parte central y occidental del estrecho proporciona un puente para el paso de los caribús.

## Historia

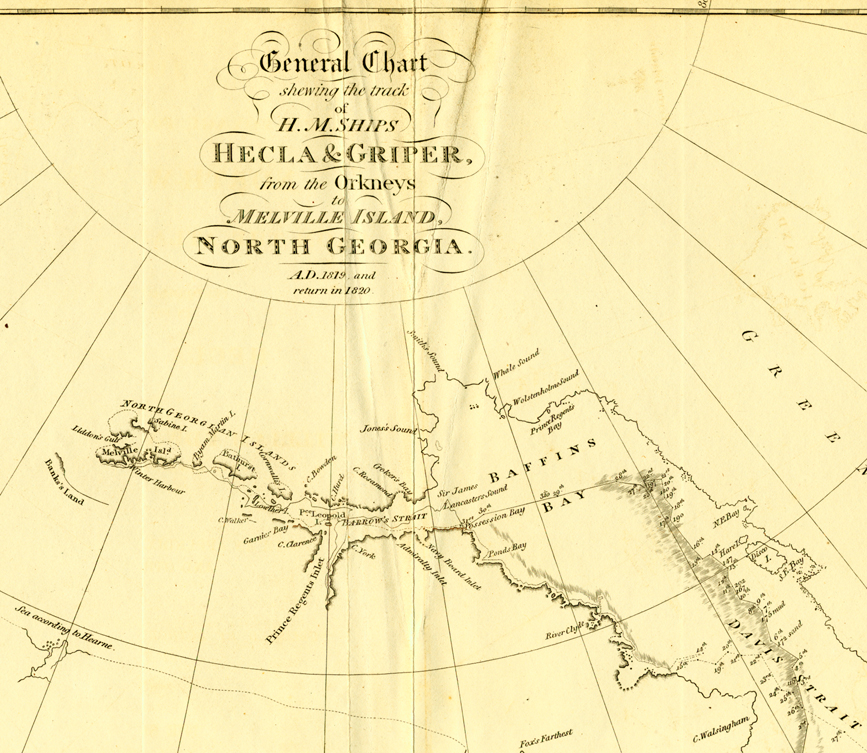
Carta del viaje de William Edward Parry (1819-20) con los barcos HMS Hecla & Griper.

Las aguas del estrecho de Barrow fueron navegadas por vez primera por los occidentales en la segunda expedición (1819-20) al ártico del explorador británico y capitán de la Marina Real Británica, William Edward Parry, en búsqueda del ansiado paso del Noroeste. Parry, que ya había estado en el ártico con John Ross (explorador ártico), logró el mando de una nueva expedición ártica formada por dos barcos, el HMS Hecla, de 375 ton., a su mando, y el HMS Griper, de 180 ton., al mando del teniente Liddon. Partieron de Inglaterra en mayo de 1819 y el 4 de agosto llegaron al Lancaster Sound, que libre de hielo, les permitió avanzar rápidamente hacia el oeste. Tras invernar en Winter Harbour, en isla Melville, en agosto del año siguiente, liberados los barcos, reemprendieron la ruta hacia el oeste, no logrando llegar más allá de 113°47′, frente al extremo meridional de isla Melville. Parry decidió regresar, convencido de que el paso no se encontraba en esa ruta. La expedición regresó a Inglaterra en noviembre de 1820 tras un viaje de un éxito casi sin precedentes en el que se completó más de la mitad del trayecto entre Groenlandia y el estrecho de Bering. La narración de este viaje fue publicada en 1821 con el título Journal of a Voyage to discover a North-west Passage.
En esa travesía descubrieron muchas aguas e islas totalmente desconocidas en el archipiélago que durante mucho tiempo se llamó archipiélago Parry (y que desde 1953 se llaman islas de la Reina Isabel), entre ellas las aguas del estrecho de Barrow. Lleva el nombre de Sir John Barrow (1764-1848), estadista y geógrafo británico del Almirantazgo.
En 1853 el explorador y marino británico Edward Belcher, mientras participaba en una expedición de búsqueda de John Franklin, también se internó en estas aguas, quedando atrapados en el hielo cuatro de sus cinco barcos. Pudieron regresar y más adelante, uno de los barcos, el HMS Resolute fue recuperado por un ballenero americano en 1856.